# Napad Katalonaca na Vis 1483.
Napad Katalonaca na Vis 1483. bio je vojni napad na otok Vis katalonskih snaga koji su bili u službi napuljskog kralja.

## Tijek događaja
Napad se zbio 1483. godine. Premda je bio u sastavu moćne pomorske sile Mletačke Republike i što su Višani se povukli živjeti u unutrašnjost otoka, to ih nije spasilo od ovog napada. Katalonski napad je opustošio najveće viško naselje u unutrašnjosti – Velo Selo (Podselje). Okrutnost katalonskih najamnika zabilježena je u narodnoj pjesmi, gdje su nazvani "Turcima Katalanima".

## Posljedice
Višane je pretrpljeni napad natjerao na promjene u obrambenom sustavu. Samo doživljenje napada, pretrpljeno pustošenje te sve izvjesniji napadi Turaka i Arapa uvjerili su Višane da moraju promijeniti nešto u obrani otoka.
Razvilo se shvaćanje da se otok može obraniti jedino ako na obali bude postojalo snažno naselje. Stoga su u hvarskoj komuni hvarska gospoda, koja je na Visu imala velike posjede čije je iskorištavanje donosilo im velike prihode, i viški pučani podigli utvrđene kuće uz obale viške luke. Kuće nisu bile isključivo vojne namjene. Služile su i kao stambeni i gospodarski objekti. Tako su nastala naselja Kut i Luka, od kojih je nastao suvremeni Vis.

## Povijesna znanost
O katalonskom napadu na Visu pisao je hrvatski povjesničar Aleksandar Gazarović.